# 1800 na política

## Nascimentos
| Data           | Nome                                   | Profissão                                  | Nacionalidade  | Observações | Ref   |
| -------------- | -------------------------------------- | ------------------------------------------ | -------------- | ----------- | ----- |
| 7 de janeiro   | Millard Fillmore                       | 13º presidente dos EUA                     | Estados Unidos | m. 1874     |       |
| 10 de junho    | António Ribeiro Saraiva                | jornalista, poeta e político               | Portugal       | m. 1890     | [ 1 ] |
| 21 de julho    | Aureliano de Sousa e Oliveira Coutinho | juiz de fora, juiz de órfãos e político    | Brasil Colônia | m. 1855     |       |
| 17 de novembro | Achille Fould                          | político                                   | França         | m. 1867     |       |
| 5 jun ou jul   | Frederico Leão Cabreira                | general e administrador colonial português | Portugal       | m. 1880     |       |
| ??             | Antônio Pinto Chichorro da Gama        | juiz de fora, desembargador e político     | Brasil Colônia | m. 1887     |       |
| ??             | Frederico Carneiro de Campos           | militar e político                         | Brasil Colônia | m. 1867     |       |

## Mortes
| Data | Nome | Profissão | Nacionalidade | Observações | Ref |
| ---- | ---- | --------- | ------------- | ----------- | --- |